# كريم كونتي
كريم كونتي هو لاعب كرة قدم غيني في مركز الوسط، ولد في 25 أغسطس 1999 في كوناكري في غينيا. لعب مع JK Tallinna Kalev ‏.

## وصلات خارجية
- كريم كونتي على موقع قاعدة بيانات كرة القدم.إي يو (الإنجليزية)
- كريم كونتي على موقع عالم كرة القدم.نت (الإنجليزية)